# Ферндорф (Каринтия)
Ферндорф (нем. Ferndorf (Kärnten)) — коммуна (нем. Gemeinde) в Австрии, в федеральной земле Каринтия. 
Входит в состав округа Филлах.  Население составляет 2384 человека (на 31 декабря 2005 года). Занимает площадь 31,41 км². Официальный код  —  2 07 10.

## Политическая ситуация
Бургомистр коммуны — Андреас Штабер (СДПА) по результатам выборов 2003 года.
Совет представителей коммуны (нем. Gemeinderat) состоит из 19 мест.
- СДПА занимает 12 мест.
- АПС занимает 5 мест.
- АНП занимает 2 места.